# آرمنیا (منطقه متروی سائو پائولو)
آرمنیا (انگلیسی: Armênia) ایستگاه ۱ (آبی) متروی سائو پائولو می‌باشد. این ایستگاه در ۲۶ سپتامبر ۱۹۷۵ گشایش یافت.